# Theridion wiehlei
Theridion wiehlei là một loài nhện trong họ Theridiidae.
Loài này thuộc chi Theridion. Theridion wiehlei được Ehrenfried Schenkel-Haas miêu tả năm 1938.